# Nocturna
A Nocturna 2022-ben alapított olasz illetőségű power metal együttes, mely korábbi Wikipédia információk szerint kizárólag női tagokból áll - ám ez valójában nem igaz, mert a Hedon néven gitározó tag a zenekar menedzsere is: az a Federico Mondelli, akihez a Frozen Crown is kötődik. A Nocturna két énekesnője Grace Darkling és Rehn Stillnight, akik korábban mindketten a közösségi médiában tettek szert hírnévre feldolgozásokkal, valamint három zenész, akiknek csupán a művészneve ismert, valódi személyazonosságuk nem (a videókban maszkkal takarják arcukat).
A Nocturna első kislemeze, a "New Evil" 2022 elején jelent meg, és meglehetősen sikeresnek bizonyult. Ezt a "Daughters of the Night" és a "The Sorrow Path" kislemezek követték, 2022 tavaszán pedig az első, 10 dalt tartalmazó nagylemez is megjelent a Scarlet Records gondozásában.

## Tagok
- Grace Darkling - ének
- Rehn Stillnight - ének
- Antares - basszusgitár
- Hedon (Federico Mondelli) - gitár
- Deimos - dobok

## Diszkográfia

### Nagylemezek
- Daughters Of The Night (2022)
- Of Sorcery and Darkness (2024)